# Laurent Brissaud
Laurent Brissaud (Valence, 10 de diciembre de 1965) es un deportista francés que compitió en piragüismo en la modalidad de eslalon.
Ganó una medalla de bronce en el Campeonato Mundial de Piragüismo en Eslalon de 1987, en la prueba de K1 por equipos. Participó en los Juegos Olímpicos de Barcelona 1992, ocupando el quinto lugar en la disciplina de K1.

## Palmarés internacional
| Campeonato Mundial | Campeonato Mundial            | Campeonato Mundial | Campeonato Mundial |
| Año                | Lugar                         | Medalla            | Competición        |
| ------------------ | ----------------------------- | ------------------ | ------------------ |
| 1987               | Bourg-Saint-Maurice (Francia) | Medalla de bronce  | K1 por equipos     |